# Johnny Mad Dog
Pour plus de détails, voir Fiche technique et Distribution.
Johnny Mad Dog est un film franco-libéro-belge du réalisateur français Jean-Stéphane Sauvaire, sorti en 2008.
C'est une adaptation d'un roman de l'écrivain congolais Emmanuel Dongala, Johnny Chien Méchant, sorti en 2002. L'histoire raconte la descente aux enfers d'un petit commando d'enfants-soldats combattant pour les rebelles des Libériens unis pour la réconciliation et la démocratie (LURD) en 2003, dans les dernières semaines de la deuxième guerre civile libérienne. Le gouvernement de Charles Taylor est sur le point de s'effondrer et les rebelles, sur le point de remporter la victoire, avancent vers la capitale, Monrovia,.

## Synopsis
Johnny, surnommé Mad Dog, est un enfant-soldat de quinze ans, armé jusqu'aux dents, et entouré de partenaires tous aussi déjantés : No Good Advice, Small Devil, Young Major et bien d'autres. Ces enfants-adolescents volent, pillent et abattent tout ce qu'ils croisent sur leur route.
De son côté, Laokolé, treize ans, tente de fuir avec son père infirme et son frère Fofo, huit ans. Mais son père refuse de partir, craignant de ralentir la fuite de ses deux enfants. Laokolé et son frère marchent à travers la ville livrée aux milices d'enfants-soldats.

## Fiche technique
- Titre : Johnny Mad Dog
- Réalisation : Jean-Stéphane Sauvaire
- Scénario : Jean-Stéphane Sauvaire et Jacques Fieschi, d'après le roman Johnny Chien Méchant d'Emmanuel Dongala
- Producteur : Mathieu Kassovitz
- Photographe : Marc Koninckx
- Décors : Alexandre Vivet
- Assistant réalisateur : Nicolas Lévy-Beff
- Pays d'origine :  France, coproduction :  Belgique et  Liberia
- Sociétés de production : MNP Entreprise, Explicit Films, Scope Pictures, CNC, avec la participation de Canal+
- Distribution :  TFM Distribution
- Genre : drame
- Durée : 94 minutes
- Dates de sortie[3] : 
  - France : 20 mai 2008 (Festival de Cannes 2008)
  - France : 26 novembre 2008
  - Belgique : 9 septembre 2009

## Distribution
- Christopher Minie : Johnny « Mad Dog »
- Daisy Victoria Vandy : Laokole (VF: Justine Berger)
- Dagbeh Tweh : No Good Advice
- Mohammed Sesay : Butterfly
- Prince Kotie : Young Major
- Eric Cole : Jungle Rocket
- Barry Chermoh : Small Devil
- Leo Boyeneh Kote : Pussy Cat
- Nathaniel J. Kapeyou : Nasty Plastic
- Prince Doblah : le capitaine Dust to Dust
- Joseph Duo : le général Never Die
- Carren Moore : Lovelita
- Onismus Kamoh : Fofo
- Terry Johnson III : Joseph
- Lawrence King : Ibrahim
- Maxwell Carter : monsieur Kamara
- Miata Fahnbulleh : madame Kamara
- Massiata E. Kenneh : Tanya Toyo
- Toe Jackson : l'homme au vélo

Société de doublage de la version française : : Imagine

## Autour du film
- La majeure partie du film est surtout de l'improvisation. Les enfants du film ne sachant pas lire, c'est le réalisateur et l'équipe qui contribua à guider les acteurs[5].
- Le film a été entièrement tourné au Libéria. Le tournage a duré six semaines après une préparation d'environ un an.
- Tous les acteurs enfants comme adultes ont connu la guerre. L'acteur qui joue le Général a été enfant soldat pendant une dizaine d'années.
- L'association La Fondation Johnny Mad Dog est née à la suite du film pour permettre un suivi des acteurs et aider d'autres enfants soldats[5].

Le tournage du film, soutenu par le gouvernement local et la présidente Ellen Johnson Sirleaf, a participé au projet de réconciliation entre les factions qui ont été engagées dans la guerre civile. Les anciens enfants-ennemis d'hier, ont été scolarisés pour la première fois de leur vie par la production et tourné les scènes ensemble.
Le film est très violent et les acteurs, qui manient les armes avec aisance, revivent les scènes qu'ils ont vécues et reproduisent les actes qu'ils ont commis. Mieux que tout autre procédé, le film fait comprendre la situation que vivent aujourd'hui encore les enfants soldats enrôlés de force, pour la plupart orphelins et sans famille, et perméables à toutes les superstitions que les adultes leur inculquent pour les inciter à braver le danger.

## Distinctions
- Prix de l'espoir dans la catégorie Un certain regard au Festival de Cannes 2008.
- Prix Michel-d'Ornano en 2008.